# Верченко, Иван Васильевич
Верченко Иван Васильевич (5 января 1879, Полтавская область — 1946, Днепропетровск) — российский и советский железнодорожник. Участник Гражданской войны и борьбы за власть Советов на Криворожье.

## Биография
Родился 5 января 1879 года на территории нынешней Полтавской области.
Образование среднее. Участник революционных событий с конца 1890-х годов. В 1898—1899 годах — помощник машиниста паровоза станции Зиньков. В 1899—1902 годах — помощник машиниста паровоза станции Екатеринослав. В 1902—1905 годах — машинист паровоза депо станции Долгинцево. Один из руководителей стачки железнодорожников в 1905 году. В 1906 году по приговору суда выслан в пожизненную ссылку. В 1911 году совершил побег, был в эмиграции в Китае, Японии, США.
В 1917 году — председатель союза машинистов, член Долгинцевского ревкома, член Долгинцевского узлового комитета профсоюза железнодорожников, сочувствовал большевикам. В 1917 году — делегат съезда железнодорожников в Киеве, в 1918 году — делегат чрезвычайного Всероссийского железнодорожного съезда в Петрограде, в марте—апреле 1918 года участвовал в эвакуации паровозного парка из Криворожья на Поволжье.
В 1918—1920 годах — один из руководителей партизанского движения в Сибири. В 1920—1927 годах — управляющий делами станции Зиньков. В 1927—1929 годах — машинист паровоза депо станции Долгинцево. В 1930—1941 годах — инженер Сталинской железной дороги, заведующий мастерской, заведующий красным уголком.
В 1941—1943 годах — мастер, заведующий мастерской школы ФЗО в Тюмени, в 1944 году участвовал в создании Тюменской областной системы ФЗО, преподавал в ФЗО.
Умер в 1946 году в Днепропетровске.

## Награды
- Почётный железнодорожник[1];
- Орден Трудового Красного Знамени[1].